# 16245 Katielu
A 16245 Katielu (ideiglenes jelöléssel (16245) 2000 GM160) a Naprendszer kisbolygóövében található aszteroida. A LINEAR projekt keretében fedezték fel 2000. április 7-én.